# Vera Chapman

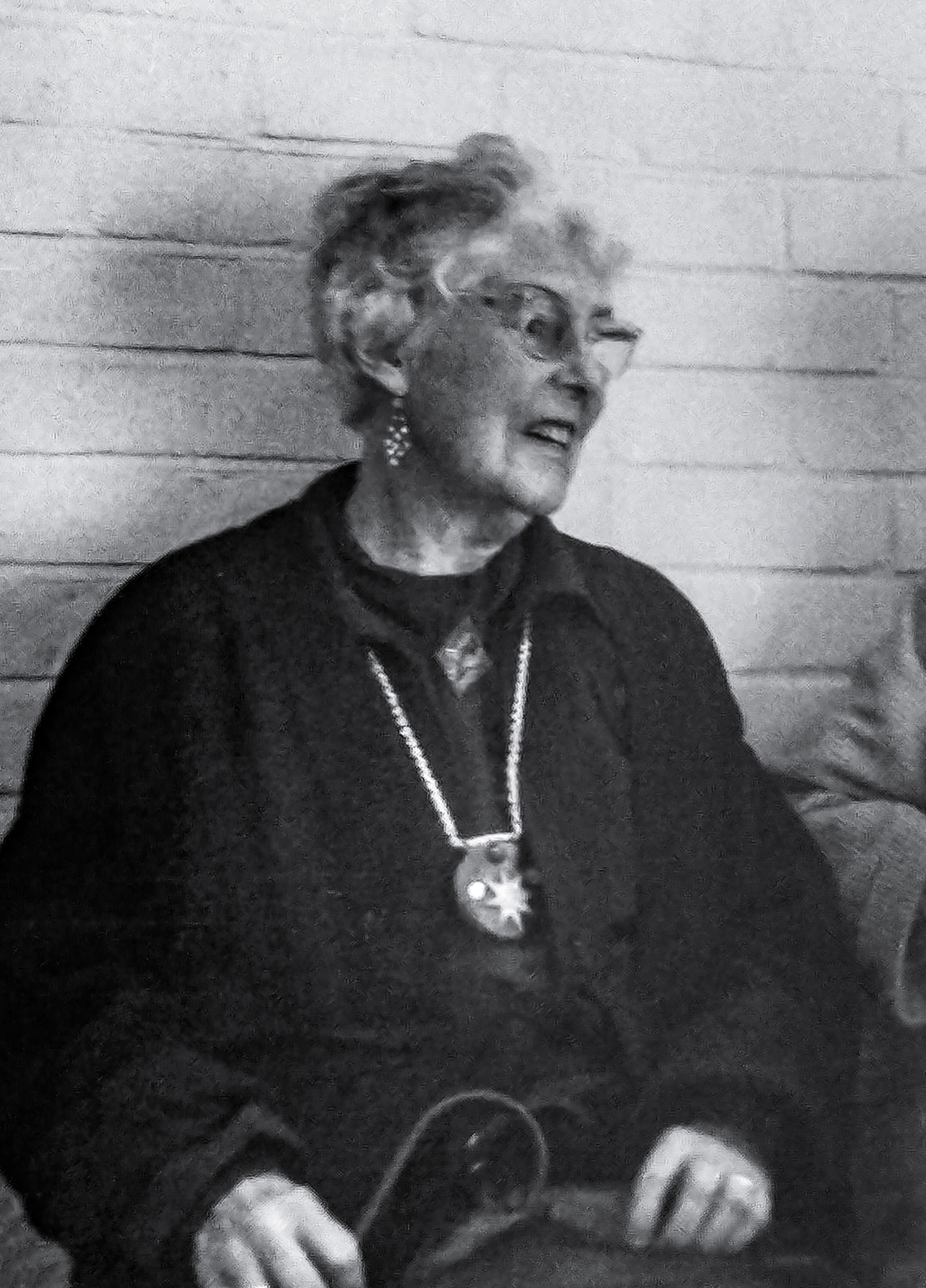
Vera Chapman, Oxford 1979

Vera Chapman (auch Vera Ivy May Fogerty und Belladonna Took) (* 8. Mai 1898 in Bournemouth; † 14. Mai 1996 in Croydon) war eine britische Autorin.

## Leben
Vera Chapman begann 1918 an der Lady Margaret Hall in Oxford zu studieren und war 1919 eine der ersten Frauen, denen überhaupt eine Mitgliedschaft an der Universität zugestanden wurde. Ihren Abschluss machte sie 1921 und heiratete drei Jahre später Reverend Charles Sydney Chapman, den sie für das erste Ehejahr nach Portugiesisch-Ostafrika (heute Mosambik) begleitete, wo sie als Lehrerin tätig war. Danach arbeitete sie bis nach dem Zweiten Weltkrieg als Beamtin im Kolonialministerium und ging 1963 in den Ruhestand.
1969 ließ sie eine Anzeige im New Statesman erscheinen, in der sie Gleichgesinnte für die Gründung einer Tolkien-Gesellschaft suchte. Kurz danach war sie ein Gründungsmitglied und später Sekretärin der Tolkien Society. Sie wurde von J. R. R. Tolkien zum Schreiben ermuntert, den sie selbst 1972 überredet hatte, Ehrenpräsident der Society zu werden. Als ihr erstes Buch erschien, war sie 77 Jahre alt. Vera Chapman verfasste zahlreiche Ritterromane und Kinderbücher, darunter eine Nacherzählung der Artus-Sage, die als die erste feministische Interpretation des Stoffes angesehen wird (Marion Zimmer Bradley kam mit ihrer Version erst sieben Jahre später). In Blaedud the Birdman setzte sie dem ersten Aeronauten Englands ein literarisches Denkmal, während die Geschichten in The Notorious Abbess im 12. Jahrhundert spielen und von einer Nonne mit übernatürlichen Gaben erzählen.
Vera Chapman starb eine Woche nach ihrem 98. Geburtstag in einem Pflegeheim.

## Werke
- 1975: The Green Knight, dt. Die Braut des grünen Ritters, ISBN 3-423-20912-7
- 1976: The King's Damsel, dt. Des Königs dunkle Botin, ISBN 3-423-20451-6
- 1976: King Arthur's Daughter, dt. König Artus' Tochter, ISBN 3-423-20559-8
- 1977: Judy and Julia
- 1978: Three Damosels (die drei ersten Artus-Bücher in einem Band)
- 1978: Blaedud the Birdman
- 1987: The Wife of Bath
- 1982: Miranty and the Alchemist
- 1993: The Notorious Abbess (Kurzgeschichtensammlung)
- 1990: Around Darlington in Old Photographs (Sachbuch)
- 1996: Croft, Hurworth, Neasham, Middleton And Dinsdale in Old Picture Postcards (Sachbuch)
- 1998: The Enchantresses (mit Mike Ashley, viertes Artus-Buch)

## Verfilmungen
- 1998: Quest for Camelot, dt. Das magische Schwert – Die Legende von Camelot (nach The King's Damsel, Zeichentrickfilm von Warner Bros.)